# 10850 Denso
10850 Denso è un asteroide della fascia principale. Scoperto nel 1995, presenta un'orbita caratterizzata da un semiasse maggiore pari a 2,2115756 UA e da un'eccentricità di 0,1901692, inclinata di 8,38188° rispetto all'eclittica.
Prende nome dalla Denso, azienda giapponese produttrice di componenti automobilistici.